# Henry Prescott
Pour les articles homonymes, voir Prescott.
Henry Prescott, né le 4 mai 1783 à Kew et mort le 18 novembre 1874 à Londres, est un officier de marine et administrateur colonial britannique des XVIIIe et XIXe siècles. Admiral, il est gouverneurs de Terre-Neuve de 1834 à 1841.

## Biographie
Prescott intègre la Royal Navy en 1796 et sert en Méditerranée pendant les guerres napoléoniennes. Il est nommé gouverneur de Terre-Neuve en 1834.
Prescott n'avait pas d'expérience en tant que gouverneur et, pendant ces temps troublés, il doit faire face à Terre-Neuve à l'hostilité de la Chambre d'assemblée et remet sa démission en janvier 1839. Cependant, cette dernière n'est pas acceptée. Il reste deux ans supplémentaires et remet à nouveau sa démission en mai 1841. Prescott reprend du service actif. Il est Second Naval Lord de juillet 1847 à décembre 1847 puis « Admiral-superintendent » (amiral-surintendant) des chantiers navals de Portsmouth Dockyard. Il prend sa retraite en 1852.
Prescott Street à Saint-Jean a été nommée en l'honneur d'Henry Prescott.